# عدم المساواة في الرعاية الصحية النفسية
يشير مصطلح عدم المساواة في الرعاية الصحية النفسية إلى التفاوتات في الجودة وإمكانية الوصول، والرعاية الصحية التي تتلقاها المجتمعات ومجموعات السكان المختلفة لخدمات الصحة النفسية. تقدر منظمة الصحة العالمية معاناة حوالي 350 مليون شخص من اضطرابات الاكتئاب. يمكن تعريف الصحة النفسية على أنها تمتع الفرد بالصحة و/أو عدم وجود مرض نفسي مشخص سريريًا. قد تشمل أوجه عدم المساواة التي يمكن مصادفتها في مجال الرعاية الصحية النفسية حالة الصحة النفسية، والحصول على الرعاية وجودتها، ومخرجات الرعاية الصحية النفسية، والتي قد تختلف عبر مجموعات سكانية مختلفة العرق، والإثنية، والتوجه الجنسي، والنوع الاجتماعي، والجنس، والحالات الاجتماعية والاقتصادية، ومستوى التعليم، والموقع الجغرافي. تشمل المحددات الاجتماعية للصحة، وبشكل أكثر تحديدًا المحددات الاجتماعية للصحة النفسية، والتي يمكن أن تؤثر على قابلية الفرد للإصابة بالاضطرابات والأمراض النفسية، الوضع الاقتصادي ومستوى التعليم والتركيبة السكانية والموقع الجغرافي والجينات على سبيل المثال لا الحصر.

## التفاوتات في الحصول على رعاية الصحة النفسية وجودتها
تزايدت الحاجة غير الملبّاة من خدمات الصحة النفسية وكذلك عدم المساواة في جودة هذه الخدمات. يُروّج لهذه الخدمات على أنها نظام دعم وتقديم رعاية لأي- وكل- من يحتاج إلى العلاج أو الدعم، لكنها- في كثير من الأحيان- تأخذ بعين الاعتبار جوانب معينة من حياة الفرد مثل العرق والإثنية والتوجه الجنسي كي تحدد الوصول إلى الرعاية وجودتها.
يقلّ احتمال حصول الأمريكيين من أصل أفريقي على رعاية الصحة النفسية ويزداد احتمال حصولهم على رعاية أقل جودة عند وجودها، نظرًا لازدياد أوجه عدم المساواة الاجتماعية والاقتصادية بين الأعراق. يُرجح ألا يكون الأمريكيون من أصل أفريقي أو الهسبان من الأشخاص الممتلكين لتأمين صحي أو ممن لديهم الوصول إلى برنامج ميديكيد، مما يحد من مقدار ونوع الوصول إلى مصادر خارجية للرعاية الصحية النفسية.
أفادت دراسة جمعت أشخاصًا تلقوا رعاية صحية نفسية، أن سكان الأقليات أعربوا عن درجة أعلى من الاحتياجات غير الملباة وعن عدم رضا عن الخدمات المقدمة لهم (أفاد 12.5% من البيض، و25.4% من الأمريكيين من أصل أفريقي، و22.6% من ذوي الأصول الهسبانية بضعف خدمات الرعاية).
يواجه مجتمع الميم الذي يعاني تقريبًا من نفس التباينات التي تواجهها مجموعات الأقليات العرقية، مشكلة الحرمان من العلاج النفسي بسبب الجندر الذي يُعرّفون أنفسهم به أو بسبب توجههم الجنسي. أفاد 19% من عينة شملت مجتمع الميم في دراسة أجراها كل من المركز الوطني للمساواة بين مغايري النوع الاجتماعي وفرقة العمل الوطنية للمثليين والمثليات، أنهم حُرموا من الرعاية الصحية التي يحتاجونها. أفاد 28% من العينة أنهم تعرضوا للتحرش أو الاعتداء الجسدي خلال الزيارات الصحية. يعد نقص المعرفة، إضافة إلى عوامل الحرمان من العلاج والمضايقات أثناء العلاج التي تشكل أسبابًا مهمة للتفاوتات في جودة الرعاية الصحية النفسية، مصدر قلق بين مجموعات مجتمع الميم. تندر المعلومات أو الأبحاث المتعلقة بالصحة والرعاية الصحية لأفراد مجتمع الميم نظرًا لكونه مجال دراسي تطور حديثًا، وهذا ما يبرر أن حوالي 50% من مجموعات مجتمع الميم قد أعربوا عن اضطرارهم إلى تثقيف مقدمي الرعاية الصحية حول صحتهم وطرق علاجهم.

### تفاوتات الوضع الاجتماعي والاقتصادي
يمكن أن يؤدي نقص الموارد الاجتماعية والاقتصادية إلى تطوير تجارب مريرة تؤدي إلى اضطرابات الصحة النفسية. يمكن أن يؤثر عدم الحصول على عمل أو الوصول المحدود إلى الموارد مثلًا، على مسار تطور بعض اضطرابات الصحة النفسية الأكثر شيوعًا، مثل الاكتئاب والقلق والاضطراب ثنائي القطب والضغط النفسي. يمكن أن يساهم التعايش مع اضطرابات الصحة النفسية أيضًا في حدوث تفاوتات في تلقي رعاية الصحة النفسية. يمكن أن يؤثر التعايش مع اضطراب في الصحة النفسية على الوضع الاقتصادي للفرد، ما قد يؤثر أيضًا على جودة صحته النفسية ومتوسط العمر المتوقع.
تشكل القيود المالية عاملًا اجتماعيًا واقتصاديًا آخرًا يمكن أن يؤدي إلى حواجز وعدم مساواة في الوصول إلى خدمات رعاية الصحة النفسية. ارتفعت تكلفة الحصول على خدمات رعاية الصحة النفسية بالنسبة للأفراد غير المؤمن عليهم، مقارنة بالأفراد الذين لديهم تأمين خاص أو عام.

### التفاوتات في التعليم
يمكن تعريف التفاوتات التعليمية على أنها اختلافات غير عادلة أو غير منصفة في النتائج التعليمية، التي يمكن أن تكون نتيجة للاختلاف في معاملة بعض الأقليات في المدارس، والحالات الاجتماعية والاقتصادية المتغيرة، والاحتياجات التعليمية المتنوعة. يمكن أن تؤدي هذه الفوارق في التعليم في نهاية المطاف إلى مشاكل الصحة النفسية. تُربط المجموعات الأقل امتيازًا بالتأثيرات المتتالية لعدم المساواة عادةً.
يمكن أن تكون التباينات في التعليم، والمساهمة في الوضع الاجتماعي والاقتصادي، وحالة المهاجرين، والحالة العرقية/الإثنية من العوامل المساهمة في عدم المساواة في الرعاية الصحية النفسية. يلعب الوضع الاجتماعي والاقتصادي دورًا كبيرًا في تفاوتات الوصول إلى الموارد التعليمية. تُقسّم المناطق التعليمية جغرافيًا. يأتي التمويل الحالي للمدارس العامة من ضرائب الملكية المحلية، لذا فالحافز أكبر لأفراد المكانة العالية لتضييق الحدود وعدم تضمين الأسر ذات الدخل المنخفض من مناطقهم التعليمية. تتأثر البرامج والجودة نظرًا لكون كل منطقة تعليمية تضم مجموعة اجتماعية اقتصادية واحدة فقط. وبذلك يمكننا رؤية الاختلافات الدراماتيكية بين المناطق التعليمية.
تقدم بعض المدارس أقسامًا إرشادية رائعة وفصولًا متقدمة ومرافق استثنائية، بينما تكافح مناطق أخرى للعثور على معلمين مؤهلين ومتحمسين لتدريس الفصول الأساسية. لا يغير كون التعليم العام حقًا للجميع من حقيقة أن الوضع الاجتماعي والاقتصادي للفرد يمكن أن يؤثر بشكل كبير على جودة ذلك التعليم.
تؤثر حالة الهجرة للفرد أيضًا على جودة التعليم الذي يتلقاه. تبلي بعض مجموعات المهاجرين بلاءً حسنًا بعد الهجرة إلى الولايات المتحدة، إلا أن الكثير منها لا يتمتع بنفس المستوى من النجاح. هناك العديد من العوائق التي تحول دون النجاح الأكاديمي للأطفال المهاجرين، وتشمل على سبيل المثال لا الحصر حقيقة أن معظم آباء الأطفال المهاجرين لا يفهمون النظام التعليمي للولايات المتحدة، وعدم كفاية برامج اللغة الإنجليزية كلغة ثانية، والفصل العنصري. يُضاف إلى ذلك الاختلافات في المخرجات عبر أجيال المهاجرين، إذ كان الجيل الأول من المهاجرين أنجح من الأجيال اللاحقة، ويدعى ذلك بمفارقة المهاجر. تؤدي هذه المشكلات إلى جانب الآثار النفسية للتمازج الثقافي (مثل التكيف مع بلد ولغة وثقافة جديدة بالكامل) إلى تضخيم عدم المساواة في التعليم.
تتمثل الفوارق في التعليم بعدم كفاية الموارد المُضمّنة لكن المحدودة. تستهدف هذه التفاوتات عادةً المجتمعات المستبعدة اجتماعيًا ذات الدخل المنخفض. تُستخدم الإحصائيات عند قياس الدرجات، والمعدل التراكمي، ودرجات الاختبار، ومعدلات التسرب لتحديد مدى نجاح الطلاب. يمكن أن يساهم إنشاء نظام لا يمكن لكل الأِشخاص النجاح فيه في إدامة عدم المساواة، وخاصة بالنسبة للذين يعانون من مشاكل الصحة النفسية.